# Зрителни увреждания

## Термините
- частично зрящи
- слабо виждащи
- официално слепи
- напълно слепи

се използват за описание на ученици със зрителни нарушения.

### Частично зрящите
Това са хора, които имат различни типове зрителни проблеми, в резултат на което те имат нужда от специално обучение.

### Слабо виждащи
Това са хора със сериозни зрителни нарушения. За слабо виждащи се смятат хора, които не са способни да четат вестник от нормално разстояние, дори с помощта на очила. Те използват комбинация от зрението и други сетива, за да учат и за тяхното обучение може да е необходима специално адаптирана светлина, големина на шрифта, а понякога и Браилово писмо.

### Официално слепи
Това са хората, които имат по-малко от 20/200 зрение на по-добре виждащото око или имат много ограничено поле на зрение /20 градуса най-голяма ширина/.

### Напълно слепите
Например ученици учат чрез Брайловото писмо или чрез други невизуални медии.

### Офталмологични
Това са заболявания, които водят до зрителни затруднения, са албинизъм, катаракт, глаукома, проблеми с очната мускулатура или някои видове инфекции.

## Специалната педагогика и зрителните затруднения
Ефектът от зрителните проблеми върху развитието на учениците с тези проблеми зависи от сериозността, вида на нарушението, възрастта, при която зрителният проблем се е появил и цялостното ниво на функциониране на ученика. Много ученици, които имат множествени увреждания /например интелектуална недостатъчност и слепота/ имат зрителни нарушения.
Малко дете със зрителни увреждания е ограничено в откриването и изследването на интересни предмети от заобикалящата го среда, поради което опитът и знанията му са ограничени. Ограниченото опознаване на околния свят може да продължи, докато детето бъде подложено на мотивирано обучение или докато започне специална интервенция. Ранната интервенция е решаваща за учениците със зрителни затруднения.